# Chatfield (Minnesota)
Chatfield – miasto w Stanach Zjednoczonych, w stanie Minnesota, w hrabstwie Olmsted.